# Nižňaja Tura
Nižňaja Tura (rusky Нижняя Тура) je město ve Sverdlovské oblasti v Ruské federaci. Při sčítání lidu v roce 2010 měla dvaadvacet tisíc obyvatel.

## Jméno
Jméno Nižňaja Tura odkazuje k řece Tuře a znamená zhruba Dolní Tura v protikladu k Horní Tuře, tj. městu Verchňaja Tura ležícímu jižně nedaleko Kušvy.

## Poloha
Nižňaja Tura leží na severním břehu přehrady na řece Tuře (povodí Obu) na východním okraji Uralu. Od Jekatěrinburg je vzdálena přibližně 250 kilometrů severně. Nejbližší sídlo je uzavřené město Lesnoj ležící jen přibližně pět kilometrů na západ.

## Dějiny
Nižňaja Tura byla založena v roce 1754 jako sídlo při stejnojmenné železné huti.
Městem je Nižňaja Tura od roku 1949.

### Rodáci
- Pavel Matvejevič Obuchov (1820–1869), důlní inženýr